# 楚山站
楚山站，位于中华人民共和国黑龙江省牡丹江市林口县龙爪镇楚山村，是图佳铁路上的火车站，建于1937年，由哈尔滨铁路局管辖。

## 歷史
- 建于1937年。

## 外部連結
- 中国铁路客户服务中心 （页面存档备份，存于）